# 井手光裕
井手 光裕（いで みつひろ、1972年5月23日 - ）は、神奈川県・鵠沼生まれの実業家。成城大学経済学部卒。株式会社リアラス元代表取締役社長。日本テレビで放送されていたバラエティ番組未来予報2011に予報士として出演していた。
2014年から2017年まで成城大学ラグビー部監督を務める。
現在は新橋駅前のケイリン会員制場外車券売場「ラ・ピスタ新橋」総責任者他。